# جانجانسا

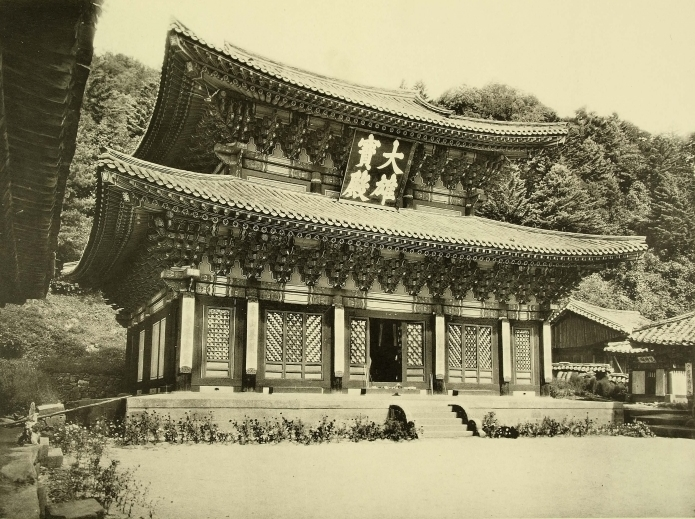
القاعة الرئيسية 1932، من 朝鮮古蹟図譜

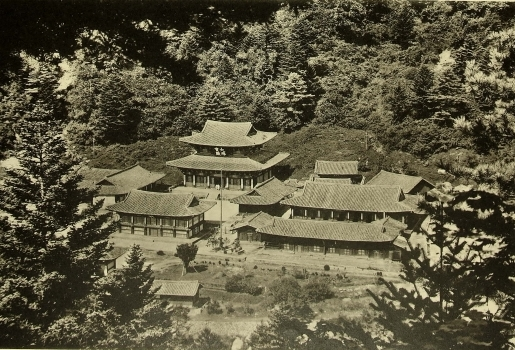
معبد جانغانسا 1932، من 朝鮮古蹟図譜

جانغانسا (بالكورية: 장안사؛ بالهانجا: 長安寺) كان معبداً بوذياً كوريًا يقع على جبل كومغانغ (금강산, 金剛山). كان هذا المعبد واحدًا من الأربعة المعابد العظيمة على جبل كومغانغ، إلى جانب معابد بيهونسا (표훈사؛ 表訓寺)، سينغيسا (신계사, 神溪寺) ويوجومسا (유점사؛ 楡岾寺). يُقال إن المعبد أسسه الراهب هيريانغ خلال عهد الملك بيوفونغ من سيلّا أو خلال عهد الملك يانغوون من غوغوريو.

## لوحات (فترة جوسون)
صوّر معبد جانغانسا عدد من كبار الرسامين الكوريين، ومن أبرزهم:
- جونغ سون (Jeong Seon) في ألبوم مناظر جبل بوغاك لعام شين-ميو 《辛卯年楓岳圖帖》، عام 1711، باستخدام الألوان المائية على الحرير، بقياس تقريبي 36 × 37.4 سم.
- كيم هونغ-دو (Kim Hong-do) في ألبوم المقاطعات الأربع لجبل كومغانغ 《금강사군첩 (金剛四郡帖)》، عام 1788.

- كيم ها-جونغ (Kim Ha-jong) في ألبوم هايساندو 《해산도첩 (海山圖帖)》، عام 1815

## الحقبة الاستعمارية اليابانية
يتضمن المجلد الثاني عشر (1932) من كتاب "جولة في المواقع التاريخية في جوسون" العديد من الصور التي توثق معابد جبل كومغانغ، ومن بينها معبد جانغانسا. وقد التُقطت هذه الصور خلال فترة الاحتلال الياباني من قِبل باحث معروف، وتُعد ذات قيمة كبيرة نظرًا لكون العديد من تلك المباني لم تعد قائمة اليوم.

## الدمار
خلال الحرب الكورية، أُلقي ما مجموعه 635,000 طن من القنابل على كوريا من قبل القوات الجوية الأمريكية، بما في ذلك 32,557 طنًا من النابالم. وقد اعتُبرت كل منشأة، ومرفق، وقرية في كوريا الشمالية هدفًا عسكريًا وتكتيكيًا، وصَدرت أوامر إلى القوات الجوية الخامسة وقيادة القاذفات بتدمير جميع وسائل الاتصال وكل منشأة ومصنع ومدينة وقرية.
ونتيجة لذلك، تعرّض موقع معبد جانغانسا بالكامل للتدمير جراء القصف الأمريكي على المنطقة. وعلى عكس معبد سينغيسا (Singyesa)، لم يُعاد بناء معبد جانغانسا.وتُصنّف أنقاض المعبد ضمن الكنوز الوطنية في كوريا الشمالية تحت الرقم 96.